# Capablanca (canción)
«Capablanca» es un tema instrumental del grupo chileno Los Bunkers compuesta por la dupla de hermanos Mauricio Durán y Francisco Durán, publicado en el álbum Barrio Estación, lanzado en 2008 siendo la pista número 7 de éste. Es de los pocos instrumentales grabados por la banda.
De hecho, el mismo álbum iba a llamarse en un principio Capablanca.

## Contenido y escritura
Capablanca es la séptima pista del álbum,  y además es la primera y única pista instrumental del álbum y de la banda.
La creación del tema fue por parte de los hermanos Durán, quienes decidieron nombrar a esta pista como el campeón mundial de ajedrez José Raúl Capablanca.
En palabras de Francisco: "musicalmente es un homenaje descarado a Burt Bacharach, que nos encanta. Los temas de Carpenters y todo eso. Y no sabíamos qué título ponerle; y cuando estábamos haciendo el disco y cuando estábamos componiendo, jugábamos ajedrez. Siempre, como para despejarnos".

## Créditos
Los Bunkers
- Álvaro López – Guitarra eléctrica
- Francisco Durán – Guitarra eléctrica
- Mauricio Durán – Guitarra eléctrica
- Gonzalo López – Bajo
- Mauricio Basualto – Batería, Percusión

Equipo de producción
- Los Bunkers – producción